# Municipio de Pioneer (Míchigan)
El municipio de Pioneer (en inglés: Pioneer Township) es un municipio ubicado en el condado de Missaukee en el estado estadounidense de Míchigan. En el año 2010 tenía una población de 451 habitantes y una densidad poblacional de 4,84 personas por km².

## Geografía
El municipio de Pioneer se encuentra ubicado en las coordenadas 44°27′46″N 85°9′2″O / 44.46278, -85.15056. Según la Oficina del Censo de los Estados Unidos, el municipio tiene una superficie total de 93.1 km², de la cual 93 km² corresponden a tierra firme y (0,1 %) 0,09 km² es agua.

## Demografía
Según el censo de 2010, había 451 personas residiendo en el municipio de Pioneer. La densidad de población era de 4,84 hab./km². De los 451 habitantes, el municipio de Pioneer estaba compuesto por el 98,45 % blancos, el 0,67 % eran amerindios, el 0,22 % eran isleños del Pacífico y el 0,67 % eran de una mezcla de razas. Del total de la población el 1,33 % eran hispanos o latinos de cualquier raza.